# Le Progrès
Le Progrès – francuski dziennik regionalny wydawany od 1859 w Lyonie. W 2005 jego średni nakład wynosił 136 tys. Dziennik dostępny jest głównie w dwóch departamentach regionu Rodan-Alpy: Rhône i Ain. Można go również znaleźć w sąsiednich departamentach: Loara, Górna Loara, Jura, Saona i Loara i Côte-d’Or.
Od lutego 2006 dziennik należy do grupy wydawniczej France Est Médias, wydawcy m.in. dziennika „L'Est républicain”. Wcześniej należał do grupy Socpresse, części koncernu Dassault.
Nazwa dziennika oznacza w języku francuskim „postęp”.